# Druid & Zimmerman Show
Druid & Zimmerman Show är en svensk politisk talkshow från Sveriges Radio som började sändas i januari 2022.

## Om programmet
Druid & Zimmerman Show hade premiär den 22 januari 2022 och lanserades som en del av Sveriges Radios journalistiska politiksatsning inför riksdagsvalet 2022, programmet har dock fortsatt att sändas även efter valet.
Programlededare är David Druid och Katherine Zimmerman, som båda arbetat ihop tidigare i Morgonpasset i P3. Bisittare i programmet är satirikern Moa Wallin från Tankesmedjan i P3 och politikreportern Lova Olsson från Ekoredaktionen. Producent för programmet är Sukran Kavak och exekutiv producent är Ulla Svensson.
Druid & Zimmerman Show beskrivs som en amerikanskt inspirerad politisk talkshow med syftet att ge lyssnarna förståelse för politik samtidigt som de blir underhållna. Programmet tar sin utgångspunkt i aktuella politiska händelser.
Programmet publiceras i form av en podcast kl. 06:00 varje lördag, Det sänds även i Sveriges Radio P3 kl. 11:03 senare samma dag.